# Demetrios från Faleron
Demetrios från Faleron, född omkring 350 f.Kr., död omkring 280 f.Kr., var en antik grekisk statsman och filosof av den aristoteliska skolan, elev till Theofrastos.
Demetrios var ståthållare i Aten från 317 f.Kr., men fördrevs 307 f.Kr. av den makedoniska kungen Demetrios Poliorketes och reste till Egypten, där han blev rådgivare åt Ptolemaios. Under hans styre upplevde Aten en betydande kulturell renässans.